# Sex in the City
Ne doit pas être confondu avec Sex and the City.
Albums de Lorenzo
Rien à branler
(2018) Légende Vivante
(2022)
Singles
1. Damdamdeo
Sortie : 5 juillet 2019
2. Nique la bac
Sortie : 23 août 2019
3. Nous deux (feat Shy’m)
Sortie : 27 septembre 2019
4. Nana (feat Les Anticipateurs)
Sortie : 17 décembre 2019
5. Je vous déteste tous
Sortie : 17 avril 2020

Sex in the City est le 3e album studio du rappeur français Lorenzo sorti le 23 août 2019.

## Pistes
| 1.  | Intro                                         |                                                                          |                                           | 1:38 |
| 2.  | Kekchose                                      | Seezy, Lorenzo, Yung, First                                              | Seezy, Yung, First                        | 2:43 |
| 3.  | Toujours plus (feat. Orelsan)                 | Orelsan, Todiefor, Lorenzo                                               | Todiefor                                  | 2:51 |
| 4.  | Power Rangers                                 | Seezy, Salim Elakkari, Lorenzo                                           | Seezy                                     | 2:48 |
| 5.  | Damdamdeo                                     | Seezy, Lorenzo, Nils, Kaaz, Zecat, Yung, Bouchay                         | Seezy, Nils, Kaaz, Zecat, Yung, Bouchay   | 3:05 |
| 6.  | MBK Rocket                                    | DST, Louis Lucas, Lorenzo, Wladimir Pariente                             | DST, Todiefor, Wladimir Pariente          | 2:12 |
| 7.  | Nana (feat. Les Anticipateurs)                | Seezy, Lorenzo, MC Monack, MC Tronele                                    | Seezy                                     | 3:46 |
| 8.  | Voyage auditif (feat. Le Poto Rico)           | Lorenzo, Karl Benton, Rico                                               | Lorenzo, Karl Bento, Rico                 | 4:20 |
| 9.  | Nous deux (feat. Shy'm)                       | Soriba Konde, Lorenzo, Vincha, Ulysse Poletti, Youri Krief, Remi Lacroix | Soriba Konde, Ulysse Poletto, Youri Krief | 2:53 |
| 10. | Nique la bac                                  | Lorenzo, Karl Benton, Mathieu Rinner                                     | Karl Benton, Mathieu Rinner               | 2:27 |
| 11. | Parler de quoi                                | Lorenzo, François Molitor                                                | François Molitor                          | 3:08 |
| 12. | Sexto                                         | Seezy, Lorenzo                                                           | Seezy                                     | 2:52 |
| 13. | Impec (feat. Tommy Cash & Vladimir Cauchemar) | Lorenzo, Vladimir Cauchemar, Tommy Cash                                  | Vladimir Cauchemar                        | 2:56 |
| 14. | Pumpidup (feat. Oliver Tree)                  | Lorenzo, Oliver Tree Nickel, Casey Mattson                               | Oliver Tree, Casey Mattson                | 2:09 |
| 15. | Juste un soir                                 | Skuna, Lorenzo, Wizman                                                   | Skuna, Wizman                             | 2:52 |
| 16. | Ah c'est cool                                 | Lorenzo, Yannick Mahouto                                                 | Yannick Mahouto                           | 2:29 |
| 17. | Revolver rose                                 | Lorenzo, Benjamin Vrydagh                                                | Benjamin Vrydagh                          | 3:23 |

## Titres certifiés en France
- Power Rangers  Or [1]
- Damdamdeo  Platine [2]
- Nous Deux  Or [3]
- Nique la BAC  Platine [4]
- Je vous déteste tous  Platine [5]

## Classements
| Classement (2019)            | Meilleure position |
| ---------------------------- | ------------------ |
| Belgique (Flandre Ultratop)  | 73                 |
| Belgique (Wallonie Ultratop) | 3                  |
| France (SNEP Megafusion)     | 1                  |
| Suisse (Schweizer Hitparade) | 5                  |

## Certification
| Région                                                                                                 | Certification | Ventes/Streams |
| --- | ------------- | -------------- |
| France (SNEP)                                                                                          | Platine       | 100 000        |
| *Ventes selon la certification ^Mise en rayon selon la certification xNon précisé par la certification |               |                |